# Canton de Béziers-4
Le canton de Béziers 4 est situé dans l'Hérault, dans l'arrondissement de Béziers.

## Histoire
Les cantons de Béziers-3 et Béziers-4 ont été créés en 1973 (décret du 23 juillet 1973), en divisant ceux de Béziers-1 et Béziers-2.
Leurs limites ont été modifiées en 1985, le décret du 31 janvier 1985 détache la commune de Lespignan du canton de Béziers-4 et la rattache au canton de Béziers-3.
À la suite du redécoupage cantonal de 2014, le canton est intégré dans les nouveaux cantons de Béziers-1 et Béziers-3.

## Représentation
| Période | Période          | Identité            | Étiquette | Qualité |
| ------- | ---------------- | ------------------- | --------- | --- |
| 1973    | 1983 (décès)     | Emile Turco         | PCF       | Représentant en farines Maire adjoint (1945, 1952-1953) puis maire (1959-1983) de Valras                                                                                               |
| 1983    | 1996 (démission) | Raymond Couderc     | UDF-PR    | Professeur des universités en géographie Adjoint au maire de Béziers (1983-1989), Maire de Béziers (1995-2014) Conseiller régional (1998-2007) Député (1993-1997) Sénateur (2007-2014) |
| 1998    | 2004             | Claude Villeneuve   | DVD       | Médecin Maire de Valras (1989-2008) |
| 2004    | 2015             | Jean-Michel Du Plaa | PS        | Conseiller municipal de Béziers (depuis 1995) |

## Composition
| Nom                 | Code Insee | Intercommunalité        | Population (dernière pop. légale)               |
| ------------------- | ---------- | ----------------------- | ----------------------------------------------- |
| Béziers (chef-lieu) | 34032      | CA Béziers Méditerranée | Fraction : 18 974(2012) Commune : 75 701 (2014) |
| Sauvian             | 34298      | CA Béziers Méditerranée | 5 042 (2014)                                    |
| Sérignan            | 34299      | CA Béziers Méditerranée | 7 014 (2014)                                    |
| Valras-Plage        | 34324      | CA Béziers Méditerranée | 4 227 (2014)                                    |
| Vendres             | 34329      | CC la Domitienne        | 2 682 (2014)                                    |

Il inclut les quartiers de Béziers suivants (25.5km2) :
- Gare
- Port-Neuf
- Fonseranes
- Pech de la Pomme
- Gargailhan
- La Devèze
- Montimaran
- La Gayonne
- Hôpital
- Z.I. du Capiscol
- Domaine de Bayssan
- Poussan-le-Haut

## 2 photos du canton
|  |  |

## Démographie
| 1975 | 1982 | 1990   | 1999   | 2006   | 2011   | 2012   |
| ---- | ---- | ------ | ------ | ------ | ------ | ------ |
| -    | -    | 33 219 | 34 835 | 37 249 | 36 401 | 37 170 |